# EPrix van New York 2019
De ePrix van New York 2019 werd gehouden over twee races op 13 en 14 juli 2019 op het Brooklyn Street Circuit. Dit waren de twaalfde, dertiende en tevens laatste races van het seizoen.
De eerste race werd gewonnen door Nissan e.dams-coureur Sébastien Buemi, die vanaf pole position voor het eerst sinds de ePrix van Berlijn 2017 een Formule E-race won. Mitch Evans werd voor het team Panasonic Jaguar Racing tweede, terwijl BMW i Andretti Motorsport-coureur António Félix da Costa derde werd.
De tweede race werd gewonnen door Envision Virgin Racing-coureur Robin Frijns, die zijn tweede zege van het seizoen behaalde. Andretti-coureur Alexander Sims, die de race vanaf pole position startte, eindigde als tweede, terwijl Buemi derde werd. Techeetah-coureur Jean-Éric Vergne eindigde als zevende, wat hem genoeg voorsprong op zijn laatste concurrenten Lucas di Grassi (Audi Sport ABT Schaeffler) en Mitch Evans opleverde om tot kampioen gekroond te worden. Hij werd hiermee de eerste tweevoudig Formule E-kampioen, na het voorgaande seizoen ook al de titel te hebben gewonnen.

## Race 1

### Kwalificatie
| Pos                 | No | Coureur                | Team                        | Q1       | Q2       | Grid |
| ------------------- | -- | ---------------------- | --------------------------- | -------- | -------- | ---- |
| 1                   | 23 | Sébastien Buemi        | Nissan e.Dams               | 1:10.556 | 1:10.188 | 1    |
| 2                   | 94 | Pascal Wehrlein        | Mahindra Racing             | 1:10.589 | 1:10.600 | 2    |
| 3                   | 3  | Alex Lynn              | Panasonic Jaguar Racing     | 1:10.669 | 1:10.696 | 3    |
| 4                   | 66 | Daniel Abt             | Audi Sport ABT Schaeffler   | 1:10.761 | 1:10.894 | 4    |
| 5                   | 27 | Alexander Sims         | BMW i Andretti Motorsport   | 1:10.590 | 1:10.899 | 5    |
| 6                   | 2  | Sam Bird               | Envision Virgin Racing      | 1:10.588 | 1:11.094 | 6    |
| 7                   | 7  | José María López       | Geox Dragon Racing          | 1:10.836 |          | 7    |
| 8                   | 28 | António Félix da Costa | BMW i Andretti Motorsport   | 1:10.845 |          | 8    |
| 9                   | 4  | Robin Frijns           | Envision Virgin Racing      | 1:10.854 |          | 9    |
| 10                  | 25 | Jean-Éric Vergne       | DS Techeetah Formula E Team | 1:10.933 |          | 10   |
| 11                  | 6  | Maximilian Günther     | Geox Dragon Racing          | 1:11.005 |          | 11   |
| 12                  | 8  | Tom Dillmann           | NIO Formula E Team          | 1:11.006 |          | 12   |
| 13                  | 20 | Mitch Evans            | Panasonic Jaguar Racing     | 1:11.065 |          | 13   |
| 14                  | 11 | Lucas di Grassi        | Audi Sport ABT Schaeffler   | 1:11.080 |          | 14   |
| 15                  | 17 | Gary Paffett           | HWA Racelab                 | 1:11.095 |          | 15   |
| 16                  | 36 | André Lotterer         | DS Techeetah Formula E Team | 1:11.222 |          | 16   |
| 17                  | 48 | Edoardo Mortara        | Venturi Formula E Team      | 1:11.326 |          | 21   |
| 18                  | 16 | Oliver Turvey          | NIO Formula E Team          | 1:11.413 |          | 17   |
| 19                  | 5  | Stoffel Vandoorne      | HWA Racelab                 | 1:11.449 |          | 18   |
| 20                  | 22 | Oliver Rowland         | Nissan e.Dams               | 1:11.605 |          | 19   |
| 21                  | 19 | Felipe Massa           | Venturi Formula E Team      | 1:14.862 |          | 20   |
| 110%-tijd: 1:17.611 |    |                        |                             |          |          |      |
| 22                  | 64 | Jérôme d'Ambrosio      | Mahindra Racing             | 1:18.262 |          | 22   |

### Race
| Pos | No | Coureur                | Team                        | Rondes | Tijd/Oorzaak uitval | Grid | Punten |
| --- | -- | ---------------------- | --------------------------- | ------ | ------------------- | ---- | ------ |
| 1   | 23 | Sébastien Buemi        | Nissan e.Dams               | 36     | 46:16.399           | 1    | 28     |
| 2   | 20 | Mitch Evans            | Panasonic Jaguar Racing     | 36     | +0.932              | 13   | 18     |
| 3   | 28 | António Félix da Costa | BMW i Andretti Motorsport   | 36     | +1.216              | 8    | 15     |
| 4   | 27 | Alexander Sims         | BMW i Andretti Motorsport   | 36     | +2.971              | 5    | 12     |
| 5   | 11 | Lucas di Grassi        | Audi Sport ABT Schaeffler   | 36     | +3.537              | 14   | 10     |
| 6   | 66 | Daniel Abt             | Audi Sport ABT Schaeffler   | 36     | +4.380              | 4    | 9      |
| 7   | 94 | Pascal Wehrlein        | Mahindra Racing             | 36     | +6.543              | 2    | 6      |
| 8   | 2  | Sam Bird               | Envision Virgin Racing      | 36     | +13.829             | 6    | 4      |
| 9   | 64 | Jérôme d'Ambrosio      | Mahindra Racing             | 36     | +23.719             | 22   | 2      |
| 10  | 16 | Oliver Turvey          | NIO Formula E Team          | 36     | +25.038             | 17   | 1      |
| 11  | 17 | Gary Paffett           | HWA Racelab                 | 36     | +27.831             | 15   |        |
| 12  | 7  | José María López       | Geox Dragon Racing          | 36     | +27.831             | 15   |        |
| 13  | 5  | Stoffel Vandoorne      | HWA Racelab                 | 36     | +50.564             | 18   |        |
| 14  | 22 | Oliver Rowland         | Nissan e.Dams               | 36     | +1:23.962           | 19   |        |
| 15  | 25 | Jean-Éric Vergne       | DS Techeetah Formula E Team | 36     | +1:34.508           | 10   |        |
| 16  | 19 | Felipe Massa           | Venturi Formula E Team      | 35     | Ongeluk             | 20   |        |
| 17  | 36 | André Lotterer         | DS Techeetah Formula E Team | 35     | +1 ronde            | 16   |        |
| DNF | 6  | Maximilian Günther     | Geox Dragon Racing          | 28     | Uitgevallen         | 11   |        |
| DNF | 48 | Edoardo Mortara        | Venturi Formula E Team      | 27     | Uitgevallen         | 21   |        |
| DNF | 3  | Alex Lynn              | Panasonic Jaguar Racing     | 18     | Uitgevallen         | 3    |        |
| DNF | 4  | Robin Frijns           | Envision Virgin Racing      | 15     | Uitgevallen         | 9    |        |
| DNF | 8  | Tom Dillmann           | NIO Formula E Team          | 1      | Uitgevallen         | 12   |        |

## Race 2

### Kwalificatie
| Pos                 | No | Coureur                | Team                        | Q1       | Q2       | Grid |
| ------------------- | -- | ---------------------- | --------------------------- | -------- | -------- | ---- |
| 1                   | 27 | Alexander Sims         | BMW i Andretti Motorsport   | 1:09.690 | 1:09.617 | 1    |
| 2                   | 4  | Robin Frijns           | Envision Virgin Racing      | 1:09.912 | 1:09.712 | 2    |
| 3                   | 23 | Sébastien Buemi        | Nissan e.Dams               | 1:10.003 | 1:09.729 | 3    |
| 4                   | 2  | Sam Bird               | Envision Virgin Racing      | 1:09.925 | 1:09.895 | 4    |
| 5                   | 5  | Stoffel Vandoorne      | HWA Racelab                 | 1:09.856 | 1:09.994 | 5    |
| 6                   | 66 | Daniel Abt             | Audi Sport ABT Schaeffler   | 1:09.902 | 1:10.096 | 6    |
| 7                   | 22 | Oliver Rowland         | Nissan e.Dams               | 1:10.052 |          | 7    |
| 8                   | 20 | Mitch Evans            | Panasonic Jaguar Racing     | 1:10.063 |          | 8    |
| 9                   | 17 | Gary Paffett           | HWA Racelab                 | 1:10.155 |          | 9    |
| 10                  | 48 | Edoardo Mortara        | Venturi Formula E Team      | 1:10.217 |          | 10   |
| 11                  | 11 | Lucas di Grassi        | Audi Sport ABT Schaeffler   | 1:10.255 |          | 11   |
| 12                  | 25 | Jean-Éric Vergne       | DS Techeetah Formula E Team | 1:10.278 |          | 12   |
| 13                  | 7  | José María López       | Geox Dragon Racing          | 1:10.352 |          | 13   |
| 14                  | 28 | António Félix da Costa | BMW i Andretti Motorsport   | 1:10.369 |          | 14   |
| 15                  | 16 | Oliver Turvey          | NIO Formula E Team          | 1:10.439 |          | 15   |
| 16                  | 64 | Jérôme d'Ambrosio      | Mahindra Racing             | 1:10.504 |          | 16   |
| 17                  | 8  | Tom Dillmann           | NIO Formula E Team          | 1:10.573 |          | 20   |
| 18                  | 94 | Pascal Wehrlein        | Mahindra Racing             | 1:10.574 |          | 17   |
| 19                  | 6  | Maximilian Günther     | Geox Dragon Racing          | 1:10.653 |          | 18   |
| 20                  | 36 | André Lotterer         | DS Techeetah Formula E Team | 1:10.699 |          | 19   |
| 21                  | 3  | Alex Lynn              | Panasonic Jaguar Racing     | 1:12.537 |          | 21   |
| 110%-tijd: 1:16.659 |    |                        |                             |          |          |      |
| 22                  | 19 | Felipe Massa           | Venturi Formula E Team      | 1:19.831 |          | 22   |

### Race
| Pos | No | Coureur                | Team                        | Rondes | Tijd/Oorzaak uitval | Grid | Punten |
| --- | -- | ---------------------- | --------------------------- | ------ | ------------------- | ---- | ------ |
| 1   | 4  | Robin Frijns           | Envision Virgin Racing      | 36     | 47:22.289           | 2    | 25     |
| 2   | 27 | Alexander Sims         | BMW i Andretti Motorsport   | 36     | +3.200              | 1    | 21     |
| 3   | 23 | Sébastien Buemi        | Nissan e.Dams               | 36     | +3.912              | 3    | 15     |
| 4   | 2  | Sam Bird               | Envision Virgin Racing      | 36     | +4.270              | 4    | 12     |
| 5   | 66 | Daniel Abt             | Audi Sport ABT Schaeffler   | 36     | +4.757              | 6    | 11     |
| 6   | 22 | Oliver Rowland         | Nissan e.Dams               | 36     | +8.382              | 7    | 8      |
| 7   | 25 | Jean-Éric Vergne       | DS Techeetah Formula E Team | 36     | +9.446              | 12   | 6      |
| 8   | 5  | Stoffel Vandoorne      | HWA Racelab                 | 36     | +9.738              | 5    | 4      |
| 9   | 28 | António Félix da Costa | BMW i Andretti Motorsport   | 36     | +11.727             | 14   | 2      |
| 10  | 17 | Gary Paffett           | HWA Racelab                 | 36     | +12.251             | 9    | 1      |
| 11  | 64 | Jérôme d'Ambrosio      | Mahindra Racing             | 36     | +18.944             | 16   |        |
| 12  | 94 | Pascal Wehrlein        | Mahindra Racing             | 36     | +27.144             | 17   |        |
| 13  | 16 | Oliver Turvey          | NIO Formula E Team          | 36     | +28.045             | 15   |        |
| 14  | 8  | Tom Dillmann           | NIO Formula E Team          | 36     | +28.580             | 20   |        |
| 15  | 19 | Felipe Massa           | Venturi Formula E Team      | 36     | +28.635             | 22   |        |
| 16  | 3  | Alex Lynn              | Panasonic Jaguar Racing     | 36     | +41.420             | 21   |        |
| 17  | 20 | Mitch Evans            | Panasonic Jaguar Racing     | 36     | +1:27.009           | 8    |        |
| 18  | 11 | Lucas di Grassi        | Audi Sport ABT Schaeffler   | 35     | Ongeluk             | 11   |        |
| DNF | 6  | Maximilian Günther     | Geox Dragon Racing          | 34     | Batterij            | 18   |        |
| DNF | 48 | Edoardo Mortara        | Venturi Formula E Team      | 17     | Uitgevallen         | 10   |        |
| DNF | 36 | André Lotterer         | DS Techeetah Formula E Team | 3      | Schade ongeluk      | 19   |        |
| DNF | 7  | José María López       | Geox Dragon Racing          | 2      | Schade ongeluk      | 13   |        |

## Eindstanden wereldkampioenschap

### Coureurs
| Positie | No. | Rijder                 | Team                        | Punten |
| ------- | --- | ---------------------- | --------------------------- | ------ |
| 01      | 25  | Jean-Éric Vergne       | DS Techeetah Formula E Team | 136    |
| 02      | 23  | Sébastien Buemi        | Nissan e.dams               | 119    |
| 03      | 11  | Lucas di Grassi        | Audi Sport ABT Schaeffler   | 108    |
| 04      | 4   | Robin Frijns           | Envision Virgin Racing      | 106    |
| 05      | 20  | Mitch Evans            | Panasonic Jaguar Racing     | 105    |
| 06      | 28  | António Félix da Costa | BMW i Andretti Motorsport   | 99     |
| 07      | 66  | Daniel Abt             | Audi Sport ABT Schaeffler   | 95     |
| 08      | 36  | André Lotterer         | DS Techeetah Formula E Team | 86     |
| 09      | 2   | Sam Bird               | Envision Virgin Racing      | 85     |
| 10      | 22  | Oliver Rowland         | Nissan e.dams               | 65     |

### Constructeurs
| Positie | Team                        | Punten |
| ------- | --------------------------- | ------ |
| 01      | DS Techeetah Formula E Team | 222    |
| 02      | Audi Sport ABT Schaeffler   | 203    |
| 03      | Envision Virgin Racing      | 191    |
| 04      | Nissan e.dams               | 190    |
| 05      | BMW i Andretti Motorsport   | 156    |
| 06      | Mahindra Racing             | 125    |
| 07      | Panasonic Jaguar Racing     | 116    |
| 08      | Venturi Formula E Team      | 88     |
| 09      | HWA Racelab                 | 44     |
| 10      | Geox Dragon Racing          | 23     |